# Вальк, Поль
Поль Луи Жан Вальк (фр. Paul Louis Jean Valcke, р.11 января 1914) — бельгийский фехтовальщик, призёр чемпионатов мира и Олимпийских игр.
Родился в 1914 году в Остенде. В 1936 году на Олимпийских играх в Берлине стал 5-м в командном первенстве на рапирах. В 1947 году стал бронзовым призёром чемпионата мира в командном первенстве на рапирах. В 1948 году на Олимпийских играх в Лондоне завоевал бронзовую медаль в командном первенстве на рапирах, а в личном зачёте занял 7-е место. В 1952 году на Олимпийских играх в Хельсинки стал 5-м в командном первенстве на рапирах, и 4-м — в личном зачёте.